# Gynoplistia (Gynoplistia) trispinosa
Gynoplistia (Gynoplistia) trispinosa is een tweevleugelige uit de familie steltmuggen (Limoniidae). De soort komt voor in het Australaziatisch gebied.